# Johan Roijakkers
Johannes Cornelius Maria Joseph Roijakkers, detto Johan (Deurne, 15 settembre 1980), è un allenatore di pallacanestro ed ex cestista olandese.

## Carriera

### Giocatore
La sua carriera da giocatore inizia nei Paesi Bassi nelle giovanili del PSV/Almonte Eindhoven prima di trasferirsi al Bree con cui disputa anche una gara in FIBA Europe Champions Cup 2002-2003 contro la Pallacanestro Reggiana.

### Brose Bamberg
Scelto come coach della squadra tedesca del Brose Bamberg, la conduce all'ottavo posto e ai quarti di finale di Basketball-Bundesliga. La stagione vede anche il non superamento della fase a giorni di Coppa di Germania e i play-off di Champions League.
Il 29 novembre 2021 viene sollevato dall'incarico, con un record di 34 vittorie e 31 sconfitte in 65 partite.

### Pallacanestro Varese
Il 12 gennaio 2022 diventa ufficialmente capo allenatore della Pallacanestro Varese, subentrando all'esonerato Adriano Vertemati. Il coach olandese prende la squadra all'ultimo posto di Serie A e la conduce al nono, a 2 punti dai play-off.
Nonostante le 8 vittorie in 13 partite e la ritrovata competitività, il 14 aprile viene sollevato dall'incarico "per condotta non in linea con i princìpi del club". Il 4 luglio 2022 entrambe le parti hanno trovato un modo per risolvere il contratto in modo positivo.

### Nazionale saudita
Dopo aver iniziato la stagione al Bree Basket conquistando una vittoria casalinga sul KBBC Okido Arendonk, lascia il club di 2e Landelijke A per firmare un accordo annuale con la Nazionale di pallacanestro dell'Arabia Saudita .

## Palmarès

### Allenatore
- Campionato slovacco: 1

Prievidza: 2011-12
- ProA: 1

BG 74 Gottinga: 2013-14